# Milník (Poděbrady)
Milník stojí v Poděbrad v místní části Přední Lhota u silnice II/329 u odbočky na Pečky. Byl součástí císařské kladské cesty a sloužil i jako rozcestník. Stavba pochází z 19. století. Od roku 1965 je chráněna jako kulturní památka.

## Historie
Milník pochází z 19. století z budování císařské silnice vedoucí z Prahy na Hradec Králové a zvané Kladská (cesta vedla též přes Inundační most v Poděbradech). Milníky silnici lemovaly ve vzdálenosti jedné rakouské míle (přibližně 7,5 kilometru). Sloužil také jako rozcestník, v horní polovině na něm byly vyznačeny směry na nejbližší města.

## Popis
Jedná se o monolitický kónický pískovcový sloup s kruhovou patkou a malou kamennou čtvercovou hlavicí. Je vysoký asi 3 metry. Na jedné straně má sesekány dvě obdélníkové plošky.